# Jonval
Jonval är en kommun i departementet Ardennes i regionen Grand Est (tidigare regionen Champagne-Ardenne) i nordöstra Frankrike. Kommunen ligger  i kantonen Tourteron som ligger i arrondissementet Vouziers. År 2022 hade Jonval 89 invånare.

## Befolkningsutveckling
Antalet invånare i kommunen Jonval
Referens: INSEE